# Rikke Kornvig
Rikke Kornvig (født 1983) er en dansk cykelrytter, der er dobbelt verdensmester i mountainbike-orientering (MTBO).
Rikke Kornvig er også europamester i MTBO og har vundet flere EM- og VM-medaljer. Hun er desuden én gang blevet nr. 3 i Det Internationale Orienteringsforbunds samlede  World Cup i MTBO for kvinder.
Rikke Kornvig, der har cyklet MTBO for OK Pan Aarhus, har vundet fire danmarksmesterskaber (DM) i MTBO.
Rikke cykler også mountainbike. Her har hun to gange vundet  danmarksmesterskabet i MTB på maratondistancen (XCM) for kvinder.

## Resultater i MTBO

### VM i MTBO
Rikke Kornvig vandt mesterskabstitlen ved verdensmesterskabet (VM) i MTBO i Italien i 2011, idet hun vandt guld på langdistancen. Herudover vandt hun bronze på mellemdistancen.
Ved VM i Portugal i 2010 vandt Rikke Kornvig sølv på mellemdistancen. Som afsluttende rytter på stafetten vandt hun guld sammen med Ann-Dorthe Lisbygd og Line Brun Stallknecht.

### EM i MTBO
Ved europamesterskabet (EM) i Rusland i 2011 vandt Rikke Kornvig bronze på langdistancen, der havde fælles start.
I 2009 blev Rikke Kornvig europamester ved EM i Danmark på mellemdistancen. På stafetten, hvor hun var sidste rytter, vandt hun bronze sammen med Nina Hoffmann og Line Brun Pedersen.

### World Cup
Rikke Kornvig er én gang blevet nr. 3 i Det Internationale Orienteringsforbunds samlede World Cup i MTBO for kvinder (2011). I 2011 indgik de syv bedste resultater fra 11 World Cup-løb afholdt i fire lande.
Rikke Kornvig har i alt vundet to World Cup-sejre: I 2010 vandt hun den første World Cup-sejr, det var på mellemdistancen i Italien. I 2011 vandt hun guld på massestarten i Ungarn.
Oversigt over World Cup-sejre
| Nr. | Dato               | Sted        | Distance   |
| --- | ------------------ | ----------- | ---------- |
| 1.  | 19. september 2010 | ITA Teolo   | Mellem     |
| 2.  | 17. april 2011     | HUN Tapolca | Massestart |

### DM i MTBO
Rikke Kornvig har vundet fire DM-titler i MTBO inden for en femårig periode, idet hun har vundet guld på langdistancen i årene 2008, 2010, 2011 og 2012.
Sammen med hold fra OK Pan Aarhus har hun to gange vundet sølv på stafetten (2009 og 2010).
Medaljeoversigt ved danske mesterskaber i MTBO
2012
- Guld, MTBO - Lang (Lohals)

2011
- Guld, MTBO - Lang (Gribskov Søskoven og Mårum)

2010
- Guld, MTBO - Lang (Silkeborg)
- Sølv, MTBO – Stafet (Lystrup

2009
- Sølv, MTBO - Stafet (Marbæk)

2008
- Guld, MTBO - Lang (Rude Skov)

## Resultater i MTB
Rikke Kornvig vandt det danske mesterskab for kvinder i MTB på maratondistancen (XCM) i 2010 og 2011.
Herudover har hun to gange vundet sølv ved det danske mesterskab for kvinder i Cross Country Olympic (XCO) (2011 og 2012).
Medaljeoversigt ved danske mesterskaber i MTB
- Sølv, 2012, Cross Country Olympic (XCO)
- Guld, 2011, Cross Country Marathon (XCM)
- Sølv, 2011, Cross Country Olympic (XCO)
- Guld, 2010, Cross Country Marahton (XCM)

## Andre udmærkelser
Rikke Kornvig er blevet udnævnt til ’Årets MTBO-rytter 2010’ i Dansk Orienterings-Forbund.